# 1984年夏季残疾人奥林匹克运动会英国代表团
1984年夏季残疾人奥林匹克运动会英国代表团是英国派出的1984年夏季残疾人奥林匹克运动会代表团。获得107枚金牌、112枚银牌和112枚铜牌。